# Lukarsko Goševo
Lukarsko Goševo (cyr. Лукарско Гошево) – wieś w Serbii, w okręgu raskim, w mieście Novi Pazar. W 2011 roku liczyła 757 mieszkańców.